# Baronía de Tormoye
La Baronía de Tormoye es un título nobiliario español creado por el rey Felipe II el 4 de septiembre de 1596, en Flandes, a favor de Carlos de Tournhout y van der Heyden, señor del castillo de Niel, Capitán de Coraceros en Flandes, connatural de Brabante (Países Bajos).
Este título, fue confirmado por el rey Amadeo de Saboya como título del reino, en 1872, a favor del noveno barón, Rafael de Vargas-Machuca y de la Gironda, que pasó a ser el primer barón de Tormoye como título español.

## Barones de Tormoye
- Carlos de Turnhout y van der Heyden, "I barón de Tormoye ".

1. Casó en Sevilla con Inés María Eslava. Le sucedió su hijo:

- Francisco de Tormoye y Eslava (Sevilla 2 de abril de 1602-Sevilla 29 de octubre de 1680), "II barón de Tormoye".

1. Casó con Isabel Ana de Castilla y de Bazán. Le sucedió su hijo:

- Diego de Tormoye y de Castilla (n. en Sevilla 4 de junio de 1650), "III barón de Tormoye".

1. Casó con Josefa de Vannes y de Jáuregui. Le sucedió su hijo:

- Juan de Tormoye y de Vannes (Sevilla 6 de noviembre de 1678-Sevilla 4 de enero de 1737), "IV barón de Tormoye". Le sucedió su sobrina segunda ( y bisnieta del segundo barón):

- Juana Paula de Tormoye y Sánchez-Espejo (Sevilla 1 de julio de 1731-Sevilla 23 de octubre de 1806), "V baronesa de Tormoye".

1. Casó con Claudio de Ayensa de la Motta y Bezón. Le sucedió su hijo:

- Marcelo de Ayensa de la Motta y de Tormoye (Sevilla 30 de octubre de 1755-Madrid 27 de abril de 1826), "VI barón de Tormoye". Le sucedió su hermana:

- María del Pilar de Ayensa de la Motta y de Tormoye (Sevilla 3 de abril de 1758-Sevilla en 1831), "VII baronesa de Tormoye".

1. Casó con Juan María de Vargas-Machuca y González de Mena. Le sucedió su hijo:

- Rafael de Vargas-Machuca y de Ayensa de la Motta (Sevilla 23 de febrero de 1790-Sevilla 26 de diciembre de 1868), "VIII barón de Tormoye".

1. Casó con Josefa de la Gironda y de Haro. Le sucedió su hijo:

Confirmado como Título del Reino en 1872:
- Rafael de Vargas-Machuca y de la Gironda (Sevilla 14 de mayo de 1834-Sevilla 18 de noviembre de 1912), "IX barón de Tormoye", I barón de Tormoye.

1. Casó con Luisa de Góngora y de León-Sotelo. Le sucedió su nieto:

- Román Aiza y de Vargas-Machuca (Valencia 2 de octubre de 1892-Paracuellos de Jarama (Madrid) el 7 de noviembre de 1936), II barón de Tormoye.

1. Casó con María del Carmen Suárez-Castiello y de Mumbert. Le sucedió, en 1953, su hijo:

- Román Ayza y Suárez-Castiello (Madrid 24 de mayo de 1920-f. el 21 de agosto de 2003), III barón de Tormoye. Le sucedió, en 2006, el hijo de su hermana María del Carmen Ayza y Suárez-Castiello, por tanto su sobrino:

- Juan Miguel Wilhelmi Ayza (n. en Madrid el 6 de mayo de 1949), IV barón de Tormoye.

1. Casó con Matilde Sacristán  y Gómez.